# Eupithecia mekrana
Eupithecia mekrana är en fjärilsart som beskrevs av Brandt 1941. Eupithecia mekrana ingår i släktet Eupithecia och familjen mätare. Inga underarter finns listade i Catalogue of Life.